# Geworg Kasparow

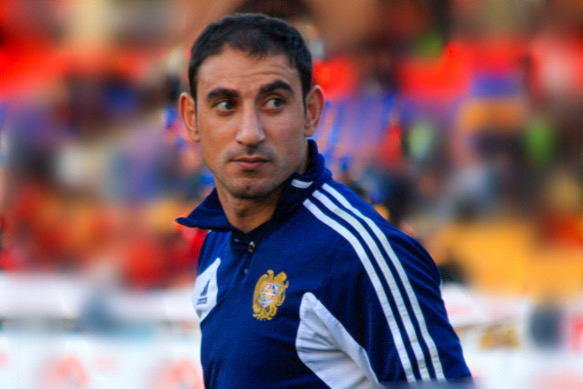
Geworg Kasparow, 2013

Geworg Kasparow (armenisch Գևորգ Կասպարով; russisch Геворг Владимирович Каспаров; * 25. Juli 1980 in Jerewan, Armenische SSR, UdSSR) ist ein Fußballspieler der armenischen Fußballnationalmannschaft.
Kasparow unterzeichnete am 25. Januar 2007 einen Zweijahresvertrag mit Pas Teheran und gab sein Debütspiel am 6. März 2007 gegen den F.C. Malavan. Nach der Auflösung des Vereins und nach nur 10 Spielen kehrte er nach Armenien zurück und spielte wieder für FC Pjunik Jerewan, seinem vorherigen Verein. Ein erneuter Wechsel führte ihn zu FC Alaschkert Martuni.

## International
Er ist Mitglied der armenischen Fußballnationalmannschaft und war ein spielentscheidender Mitspieler in der Qualifikation für die Fußball-Europameisterschaft 2008.